# Carro armato superpesante

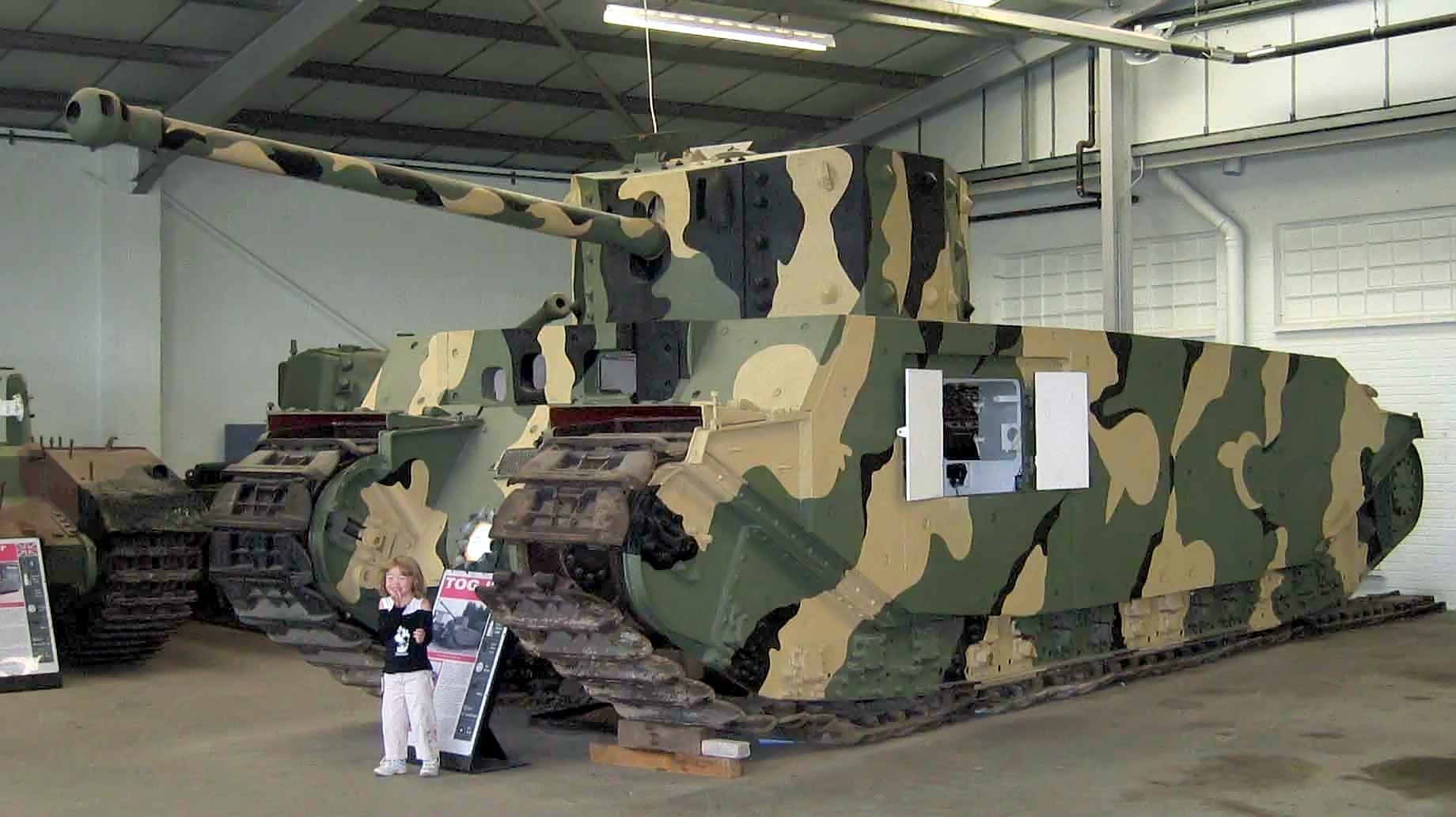
TOG 2 inglese

I carri armati superpesanti sono dei carri armati di enormi dimensioni e grande peso, generalmente oltre le 75 tonnellate.
Progetti per questi carri sono stati iniziati più volte, con l'intenzione di creare veicoli invincibili per portare a termine lo sfondamento delle linee nemiche senza il pericolo di essere obliterati. Tuttavia solo pochi esemplari sono stati prodotti, e non ci sono dati chiari che indicano la loro partecipazione ad azioni di combattimento. Questi veicoli da combattimento furono progettati durante la prima guerra mondiale, la seconda guerra mondiale e la guerra fredda.

## Storia

Carro Fiat 2000.

I primi esempi risalgono alla prima guerra mondiale, quando gli inglesi progettarono la loro Flying Elephant ("elefante volante") o il Mendeleev Rybinsk per attraversare qualunque potenziale difesa. Durante la seconda guerra mondiale tutte le potenze maggiori partorirono dei progetti e prototipi di carri superpesanti per impieghi speciali.
Adolf Hitler proponeva le "armi per la vittoria" e sosteneva progetti quale il carro Maus da 188 t, e gli enormi Landkreuzer P. 1000 Ratte da 1 000 t e Landkreuzer P-1500 Monster da 1 500 t. Gli inglesi, i sovietici e gli americani costruirono tutti dei prototipi funzionanti simili allo Jagdtiger, ma nessuno di questi fu usato in combattimento in quanto il bisogno di simili armi era estremamente limitato.
L'idea di carri superpesanti fu meno sviluppata in seguito alla guerra, tranne che nell'Unione Sovietica, dove alcuni prototipi di carri relativamente pesanti furono testati per un ipotetico campo di battaglia nucleare. Questi potrebbero essere considerati superpesanti secondo gli standard sovietici, i quali ponevano come doti più importanti le dimensioni ridotte e il basso peso, ma in verità non pesavano molto di più dei carri standard inglesi e statunitensi del periodo.

## Lista di carri superpesanti
Italia
- Fiat 2000 - 38,78 tonnellate; 2 costruiti negli anni 1917/1918

 Francia
- FCM 2C - 69 tonnellate; 10 costruiti negli anni venti
- FCM F1 - 139 tonnellate; solo progetto

 Germania
- K-Wagen - 120 tonnellate; solo progetto

 Germania
- Jagdpanzer VI Jagdtiger - 76 tonnellate; 77-88 prodotti, alcuni usati in combattimento
- Panzer VII Löwe - 76–90 tonnellate; progetto
- Panzer VIII Maus - 188 tonnellate; 2 prototipi
- Panzerkampfwagen E-100 - 140 tonnellate; 1 scafo completato
- Landkreuzer P-1000 Ratte - 1 000 tonnellate; progetto
- Landkreuzer P-1500 Monster - (semovente), 1 500 tonnellate; progetto

 Regno Unito
- TOG 1 - 80 tonnellate; 1 prototipo
- TOG 2 - 80 tonnellate; 1 prototipo
- A39 Tortoise - (cannone semovente), 78 tonnellate; 6 prototipi prodotti e testati
- Flying Elephant - 100 tonnellate, solo progetto

 Stati Uniti
- T28 - (semovente), 86 t, 6 prototipi prodotti

 Unione Sovietica
- Eighty ton tank - almeno 1 prototipo completato nel 1926. 80 t con due cannoni principali da 76 mm e 4 mitragliatrici
- Grote (TG-5 o T-42) - 100 t con cannone principale da 107 mm e 4 torrette secondarie. Progetto - 1931[1]
- IS-7 - 68t, 6 prototipi costruiti
- KV-4 - solo fase ideativa
- Obyekt 279[2] - 60 t, 3 prototipi costruiti